# フューチャー・コンバット・システム

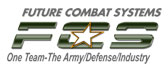

フューチャー・コンバット・システム（Future Combat System、FCS）は、アメリカ国防総省と陸軍が、イラクやアフガニスタンでの対テロ戦争など非正規軍も対象とする「21世紀型戦闘」への対応として進めていた、総額1,600億ドル規模の兵力近代化構想「未来戦闘システム」（将来戦闘システムとも）のことである。
戦闘車両や無人偵察機、戦闘ロボット、電子装備を身につけた兵士などを情報通信ネットワークで統合、運用するもので、地上部隊の戦闘能力を飛躍的に向上させるものと期待されていたが、2009年に計画は中止された。

## 概要
FCS Networkでネットワーク化された部隊は、無人偵察ヘリコプターや持ち運び可能な無人偵察車両、GPSなどを駆使して収集した敵の情報を、兵士のヘルメットの前に装着された小型画面や戦闘車両にリアルタイムで送信し、双方向にて情報を共有することにより最小限の人員で敵に有効な打撃を与えることを目指した。
また、車両の軽量化などにより有事即応態勢が高まり、紛争地域への投入・実戦展開に要する時間が従来の3割も短縮できるとされていた。

## 現況
FCSを構成する一部兵器の開発が遅れており、費用が当初見積もりよりも膨れ上がる懸念も出始めていた。
2009年4月、国防総省における2010会計年度国防予算発表の記者会見において、ロバート・ゲーツ国防長官が打ち切りを発表した。
代わって旅団戦闘団の近代化構想が打ち出され、有人車両はGround Combat Vehicle（GCV）の開発へと移行していたが、2014年に旅団戦闘団近代化構想に引き継がれていた装備開発と共に全て中止され、2009年までに350億ドルを費やしたとされる プロジェクト内で開発されていた主要装備品は、2021年現在まで一つとして実戦配備に到っていない。

## システム概要

### FCSを構成する主なシステム
- FCS Network

- Manned Ground Vehicles (MGV) - 有人地上車両
  - XM1201 RSV
  - XM1202 MCS　M1エイブラムス主力戦車の後継の位置づけとなる戦闘車両
  - XM1203 NLOS-C　自走155mm榴弾砲
  - XM1204 NLOS-M
  - XM1205 FRMV
  - XM1206 ICV
  - XM1207 MV-T
  - XM1208 MV-E
  - XM1209 C2V

- Unmanned Ground Vehicles () - 無人地上車両
  - XM1216 SUGV
  - XM1217 MULE-T
  - XM1218 MULE-CM
  - XM1219 ARV-A-L
- Unmanned Aerial Vehicles (UAV) - 無人航空機
  - XM156 Class I UAV
  - XM157 Class IV UAV
- Unattended Ground Sensors (UGS) - 無人地上センサー
  - AN/GSR-9 (V) 1 (T-UGS)
  - AN/GSR-10 (V) 1 (U-UGS)
- 武器システム
  - Non Line of Sight - Launch System (NLOS-LS) -  XM501 NLOS-LS
  - Compact Kinetic Energy Missile（CKEM） - 対戦車用小型運動エネルギーミサイル

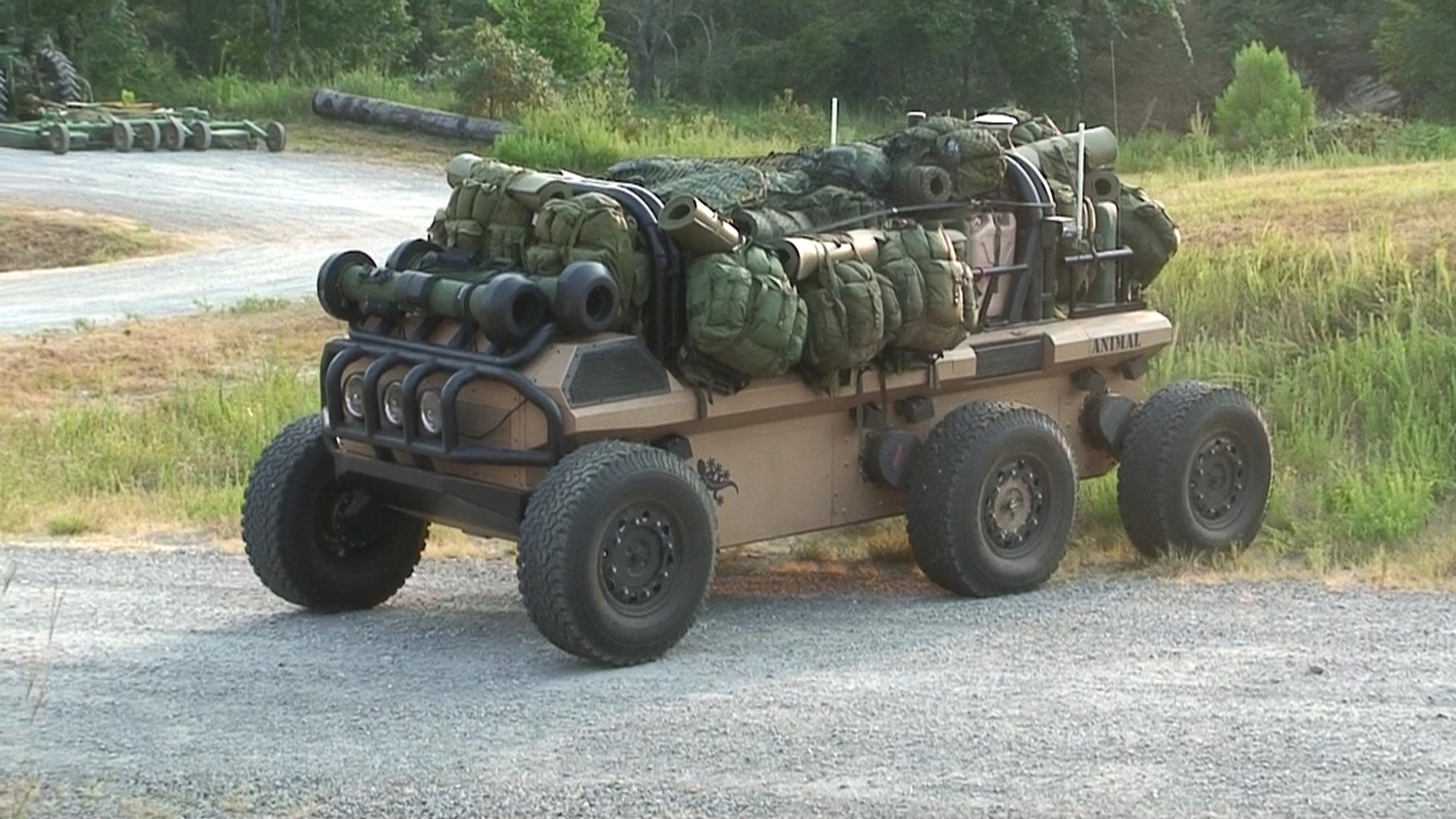
XM1217 MULE-T
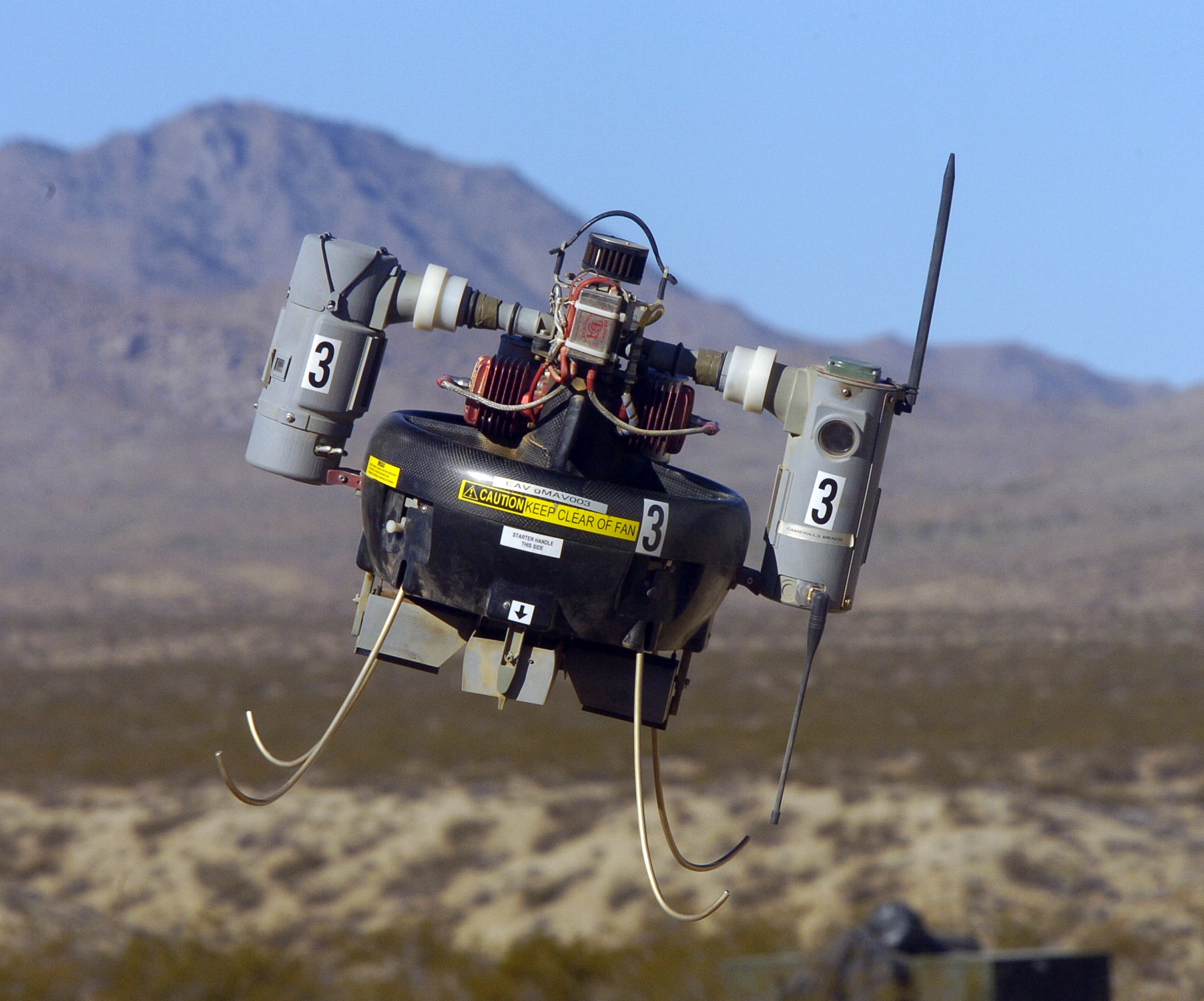
XM156 Class I UAV
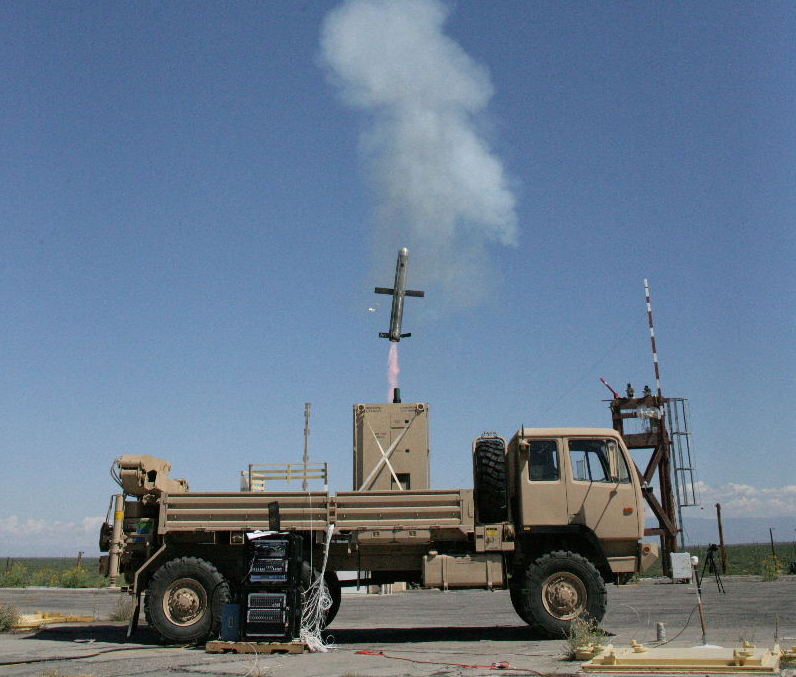
XM501 NLOS-LS

上記の他にも多数のサブシステムが含まれるとされていた。